# Papyrus z Derveni

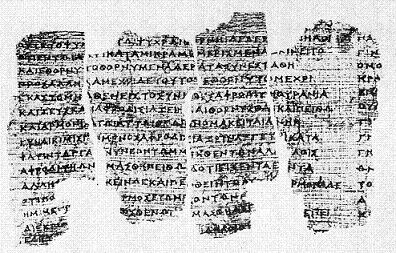
Papyrus z Derveni (Ukázka)

Papyrus z Derveni je silně poškozený papyrový svitek, nalezený roku 1962 v hrobě u obce Derveni blízko Soluně v řecké Makedonii. Papyrus z let 340–320 př. n. l. obsahuje nábožensko-filosofický komenář k orfické básni s řadou citátů z předsókratovských filosofů a je tak nejstarším zachovaným řeckým a filosofickým rukopisem i nejstarším papyrem objeveným na evropském území.

## Nález
Papyrus byl nalezen při vykopávkách u obce Derveni (asi 10 km severovýchodně od Thessaloniki) v hrobě patrně důstojníka, pohřbeného žehem v době vlády Filipa Makedonského kolem roku 330 př. n. l. Svitek byl zuhelnatělý, při pokusu o rozvinutí se rozpadal a navíc byl poškozen i nevhodnou konzervací. V současnosti je uložen v muzeu v Thessalonice. Text, který se podařilo rozluštit, tvoří asi 26 sloupců, psaných majuskulí bez mezer a to v iónském dialektu staré řečtiny, tedy v jazyce, jímž psali první filosofové. Vyšel poprvé anonymně roku 1982 a ve třech lepších vydáních v letech 2002–2006.

## Obsah
Papyrus obsahuje nábožensko-filosofický komentář k orfickému hymnu patrně ze 6. století př. n. l. s četnými citáty z tohoto hymnu, ale také z Hérakleita (např. zlomky B 1, B 3, B 94 aj.), z Anaxagory a snad i dalších. Je to zřejmě opis textu, původně sepsaného kolem 440 př. n. l., tedy v době Periklově, kdy byl Platón ještě dítě a Sókratés mladý muž. Text polemizuje s Hésiodem ohledně prvních božských pokolení a představuje Dia jako svrchované a nejvyšší božstvo, zároveň je však skeptický vůči věštbám a běžné chrámové bohoslužbě.